# クラーク・クリフォード
クラーク・マクアダムス・クリフォード（英語: Clark McAdams Clifford、1906年12月25日 - 1998年10月10日）は、アメリカ合衆国の政治家、弁護士。リンドン・ジョンソン政権にて第9代アメリカ合衆国国防長官を務めた。第二次世界大戦後にアメリカの中央政界において最も影響力を持った弁護士と呼ばれ、晩年に政治的に失脚するまで、民主党有力者に重要な助言を与え続けた。

## 経歴
1906年12月25日にカンザス州フォート・スコットに誕生した。セントルイス・ワシントン大学ロースクール卒業後、1943年までミズーリ州セントルイスで弁護士活動を行った。1944年から1946年にかけて海軍で勤務し、後に海軍顧問としてハリー・S・トルーマンと知遇を得る。1946年から第2代大統領法律顧問としてトルーマンに仕え、トルーマンの最も親しい友人として政界に人脈を築いた。この間の功績としてフェア・ディール政策や国家安全保障法の起草、特にイスラエルの建国承認で重要な役割を果たし、クリスチャン・シオニストを自称していた。
1950年1月31日に大統領法律顧問を辞職した後、要職への就任打診があったにもかかわらず、ワシントンに法律事務所を開設し、法務活動を再開した。ハワード・ヒューズとジョーゼフ・P・ケネディ（2人はライバル関係にあった）の法律顧問を同時に務め、フィリップス・ペロトリアム、トランス・ワールド航空、ヒューズ・ツールズ、ゼネラル・エレクトリックといった大企業の法律顧問や取締役に就任した。一方で、数多くの政治家の個人法律顧問を務め、政策アドバイスからスキャンダルの揉み消しまでをこなした。
1960年に政権が共和党から民主党に移ると、民間人の立場からジョン・F・ケネディに対してアドバイスを与えることになる。ケネディが暗殺された後のジョンソン政権でも同様だったが、インドシナ政策を巡りジョンソンと対立して辞任したロバート・マクナマラの空席を埋めるため、第9代国防長官に就任。
トルーマン政権とジョンソン政権で短期間行政官を経験した以外は、純粋な一民間人に過ぎず、単にホワイトハウスの近くに事務所を構える一弁護士に過ぎなかった。しかし、その政治的影響力は絶大で、一種のフィクサーとして恐れられ、民主党に限らず、共和党政権の政策にも重大な影響を与えた。だが、1991年に発覚したBCCIスキャンダルでクリフォードは数件の連邦法違反に積極的に関与したことが暴露され、影響力を失った。
1998年10月10日に91歳で亡くなり、アーリントン国立墓地に埋葬された。